# Zeta Pictoris
Zeta Pictoris (ζ Pictoris, förkortat Zeta Pic, ζ Pic) som är stjärnans Bayerbeteckning, är en ensam stjärna belägen i den mellersta delen av stjärnbilden Målaren. Den har en skenbar magnitud på 5,43 och är synlig för blotta ögat där ljusföroreningar ej förekommer. Baserat på parallaxmätning inom Hipparcosuppdraget på ca 28,0 mas, beräknas den befinna sig på ett avstånd på ca 117 ljusår (ca 36 parsek) från solen.

## Egenskaper
Zeta Pictoris är en gul till vit underjättestjärna av spektralklass F6 IV. Den är belägen i Vintergatans tunna skiva och har en massa som är omkring 40 procent större än solens massa, en radie som är ca 5,3 gånger större än solens och en effektiv temperatur på ca 6 400 K.